# Æthelmær (vescovo di Elmham)
Æthelmær (fl. XI sec.) è stato un vescovo cattolico inglese.

## Biografia
Æthelmær era il fratello di un altro prelato anglosassone, Stigand. Quando quest'ultimo nel 1047 ebbe la nomina a vescovo di Winchester, Æthelmær gli succedette come vescovo di Elmham. A causa della mancanza di documenti dell'epoca, è difficile ricostruire il suo operato durante i ventitré anni trascorsi alla guida della diocesi.
Fu deposto durante il Concilio di Winchester del 1070, nel corso di una epurazione dei vescovi di origine anglosassone voluta dal re Guglielmo il Conquistatore; nello stesso concilio suo fratello fu deposto dall'arcivescovado di Canterbury.
Dopo tali avvenimenti non si hanno ulteriori notizie sulla sua vita.